# Частица Oh-My-God
Частица Oh-My-God («О боже мой!») — космический ливень, вызванный космическими лучами сверхвысокой энергии, обнаруженный вечером 15 октября 1991 года на испытательном полигоне Дагвэй в штате Юта с помощью детектора космических лучей High Resolution Fly’s Eye (Fly’s Eye HiRes; «Флайс ай», глаз мухи), принадлежащего университету штата Юта.
Энергия частицы, вызвавшей ливень, оценивалась в 3⋅1020 эВ (3⋅108 ТэВ), примерно в 20 миллионов раз больше, чем энергия частиц в излучении внегалактических объектов. Другими словами, атомное ядро имело кинетическую энергию, эквивалентную 48 джоулям (такую энергию имеет 142-граммовый бейсбольный мяч, движущийся со скоростью 93,6 километра в час).
Частица Oh-My-God имела столь высокую кинетическую энергию, что перемещалась в пространстве со скоростью примерно 99,99999999999999999999951 % от скорости света, её Лоренц-фактор составил 3,2⋅1011. Несмотря на то, как велика энергия этой частицы, она все ещё примерно в 40 миллионов раз меньше теоретически максимально возможной планковской энергии.
Энергия этой частицы примерно в 40 миллионов раз превосходила максимальную энергию протонов, полученную на ускорителях заряженных частиц на момент открытия. Но только малая часть этой энергии оказалась доступна для взаимодействия с протонами и нейтронами атмосферы Земли, большая часть энергии рассеялась в виде кинетической энергии продуктов взаимодействия. Эффективная энергия этого взаимодействия {\displaystyle {\sqrt {2Emc^{2}}}}, где {\displaystyle E} — энергия частицы, и {\displaystyle mc^{2}} — масса энергии протона. Для частицы Oh-My-God это даёт энергию в 7,5⋅1014 эВ, что примерно в 50 раз больше энергии столкновения частиц в Большом адронном коллайдере.

### Другие частицы сверхвысоких энергий
С момента фиксации Oh-My-God-частицы было обнаружено множество аналогичных событий, подтверждающих достоверность существования частиц сверхвысоких энергий, по данным на 2014 год было зарегистрировано как минимум 72 частицы с энергией более 5,7⋅1019 эВ
Подобные частицы с очень высокой энергией весьма редки. Обычно энергия частиц космических лучей находится в диапазоне от 10 МэВ до 10 ГэВ. Более новые исследования с помощью обсерватории Telescope Array позволили предположить, что источник этих частиц находится в 20-градусной зоне в направлении созвездия Большой Медведицы.